# Центральная комиссия КПК по проверке дисциплины
Центра́льная коми́ссия Коммунисти́ческой па́ртии Кита́я по прове́рке дисципли́ны (кит. трад. 中國共產黨中央紀律檢查委員會, упр. 中国共产党中央纪律检查委员会, пиньинь Zhōngguó Gòngchăndăng Zhōngyāng Jìlǜ Jiănchá Wĕiyuánhuì; сокр. кит. упр. 中纪委, пиньинь Zhōngjìwĕi) — один из центральных органов Коммунистической партии Китая с 1978 года, созданный в целях борьбы с коррупцией и злоупотреблениями в рядах КПК.
«Обвинения во взяточничестве, подлоге или ином преступлении сначала расследует партия, и лишь затем дело передается в гражданский суд на основании партийного вердикта», — отмечает Ричард Макгрегор. Приоритетная роль Центральной комиссии Коммунистической партии Китая по проверке дисциплины в расследовании обвинений в коррупционных преступлениях в отношении членов КПК объясняется тем, что правоохранительные органы, органы государственной безопасности, суды, начиная с Верховного народного суда КНР, фактически находятся под контролем партии. Политико-юридическая комиссия ЦК КПК курирует их деятельность и доводит до их сведения указания по реализации административно-политических и юридических установок партийного руководства.
Согласно Уставу КПК, Комиссия подчиняется напрямую Всекитайскому съезду КПК. В январе 1979 г. первый секретарь ЦКПД Чэнь Юнь выступая с речью на первом заседании комиссии «со всей ясностью указал на то, что основная задача органов проверки партийной дисциплины заключается в том, чтобы защищать устав и правила партии, исправлять, приводить в порядок стиль работы партии».

## Секретари Комиссии
- Чэнь Юнь (первый секретарь, 1978—1987)
- Цяо Ши (секретарь, 1987—1992)
- Вэй Цзяньсин (секретарь, 1992—2002)
- У Гуаньчжэн (секретарь, 2002—2007)
- Хэ Гоцян (секретарь, с 2007 — ноября 2012)
- Ван Цишань (секретарь, 2012—2017)
- Чжао Лэцзи (секретарь, с октября 2017)

Начиная с Вэй Цзяньсина секретарь ЦКПД непременно состоит в Посткоме Политбюро ЦК КПК.
1-е заместители
(1-е по перечислению.)
- Хоу Цзунбинь (1992—1997)
- Цао Цинцзэ (1997—2002)
- Хэ Юн (2002—2012)
- Чжао Хунчжу (2012—2017)
- Ян Сяоду (с 2017)

Начиная с Хэ Юна, с 2002 г. 1-й по перечислению замсекретаря ЦКПД также является секретарем ЦК КПК.
Начиная с Ян Сяоду (с 2017) — также является членом Политбюро.